# 石鎚芸術村チロルの森

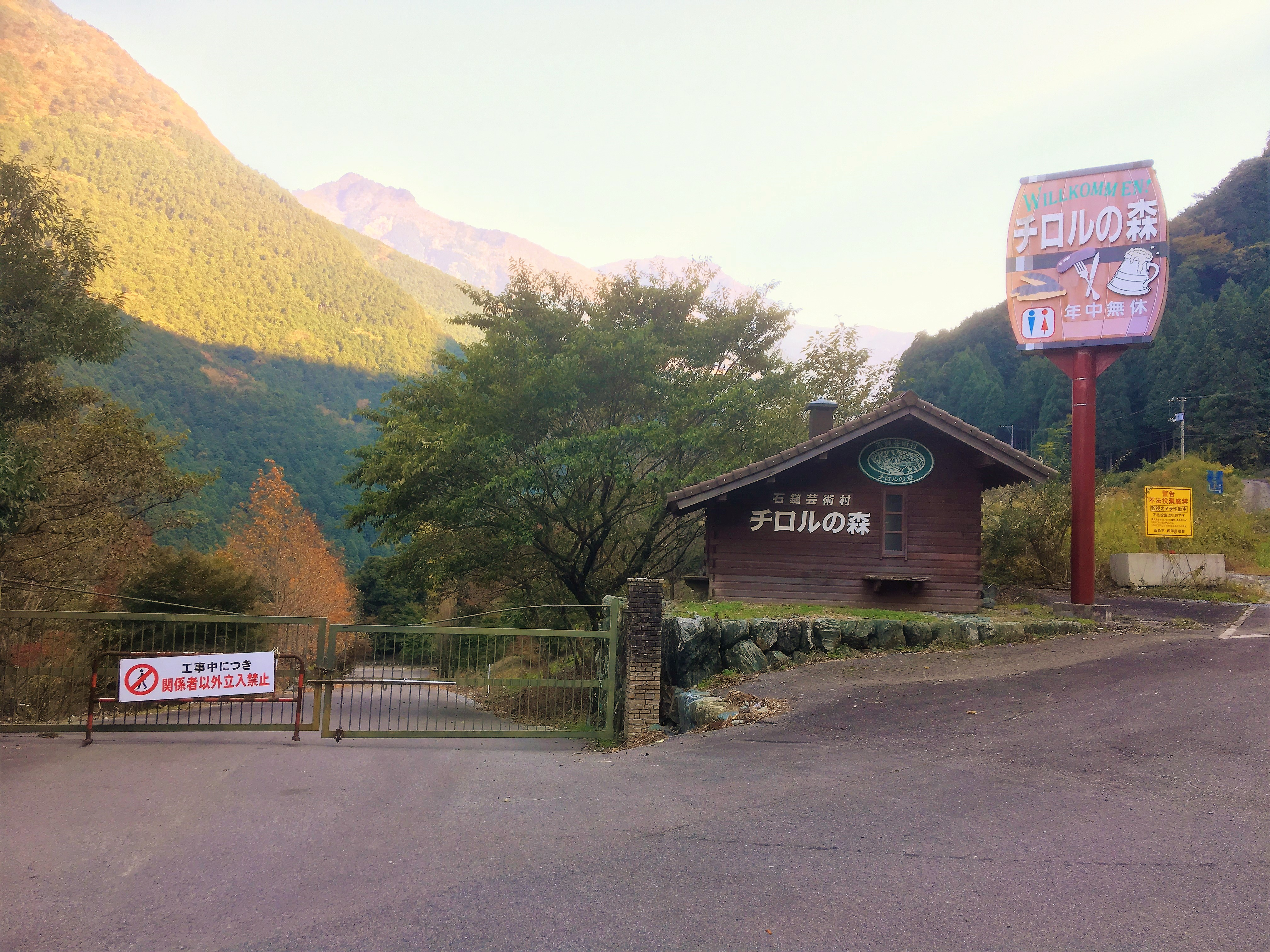
当園の国道脇ゲート（閉鎖後）

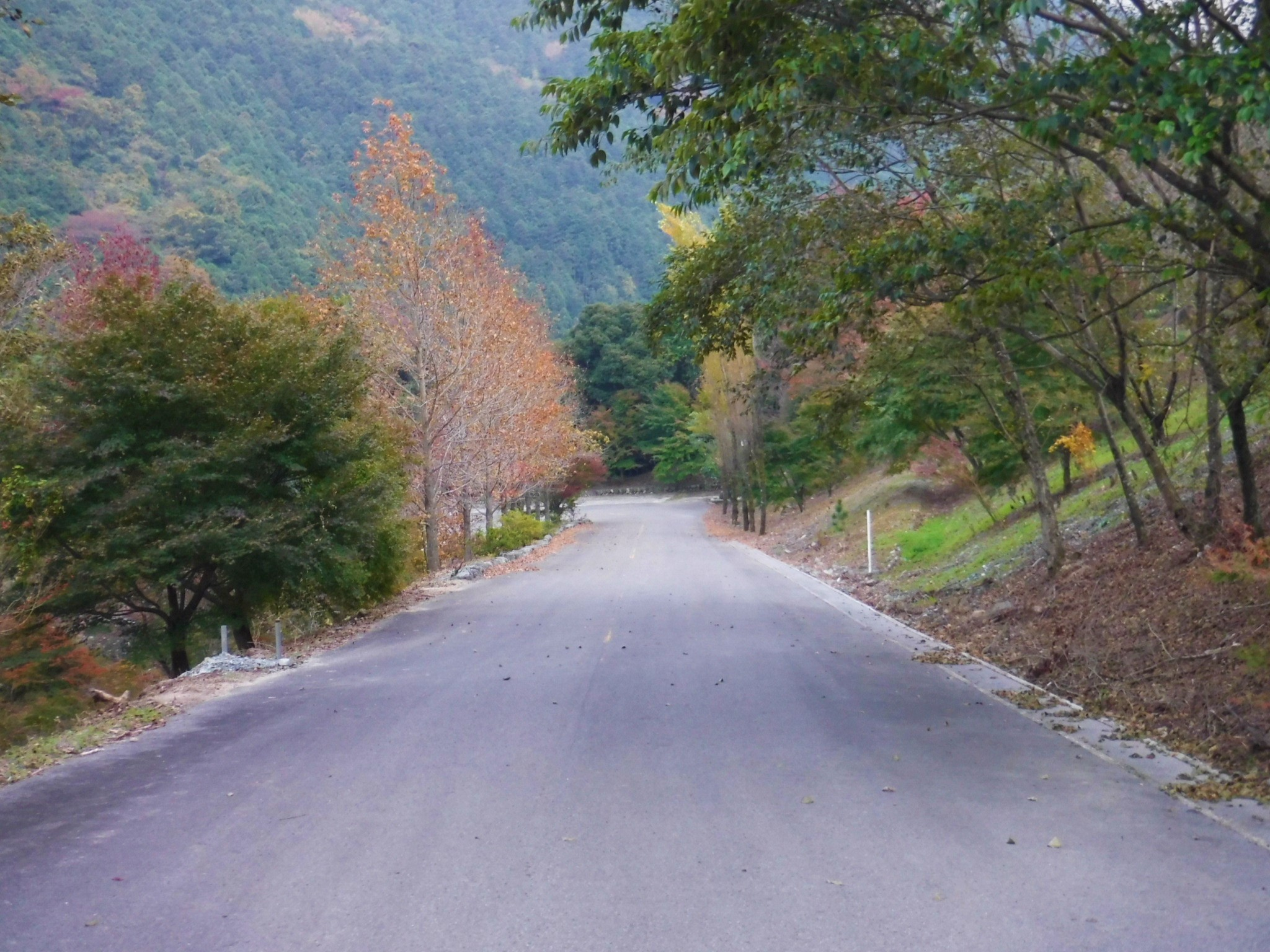
国道脇ゲートから下る正面通路

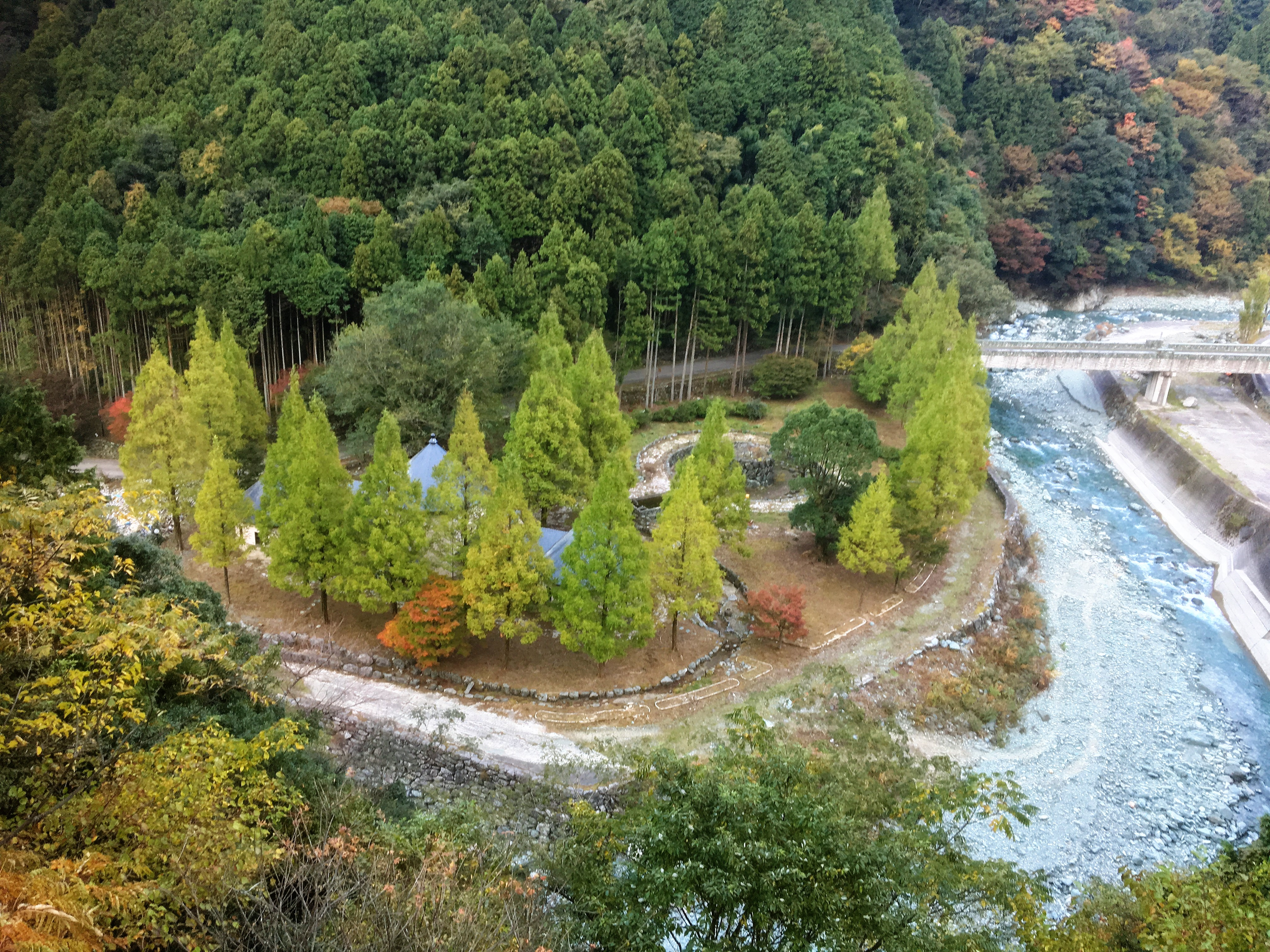

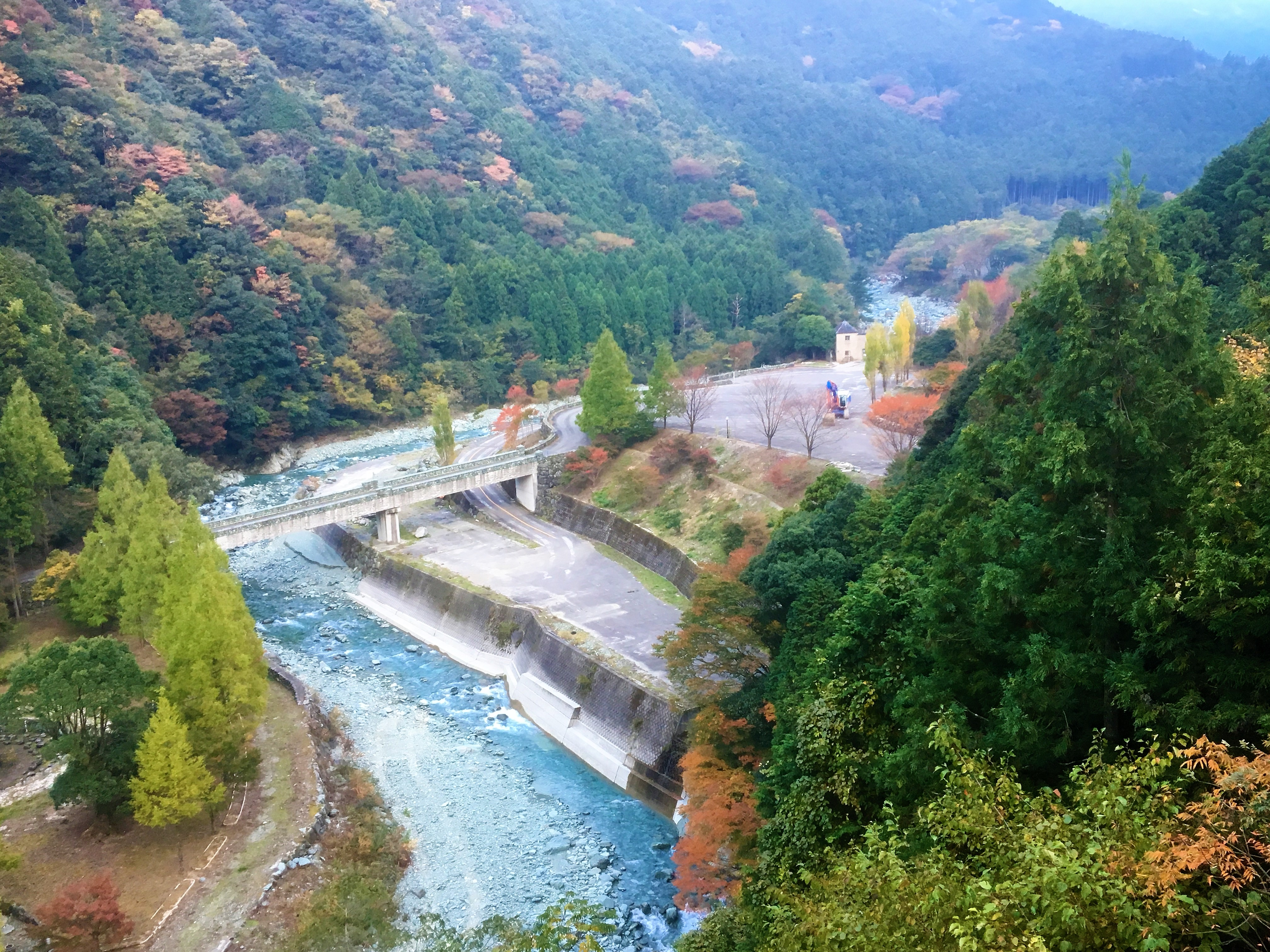

石鎚芸術村チロルの森（いしづちげいじゅつむらチロルのもり）は、かつて愛媛県西条市にあった農業公園型テーマパーク。単なる営利施設ではなく、ゆくゆくは様々な芸術家、多国籍のアーチストを招いて「石鎚芸術村チロルの森」に居住してもらい、愛媛の地域復興や国際交流の活性化を図る目的があり、株式会社ファームが関わった数ある施設でも、一風変わった目的を持つ施設であった。

## 概要
株式会社ファームが管理・運営する国内9番目のテーマパークとして、1996年7月20日に開園した。ビジネスではなく、若い芸術家が生活しながら活動できる芸術村として建設された。設計・施工監理は、京都市右京区の株式会社 中根庭園研究所が行った。工費は約10億円。石鎚山系を源とする加茂川の支流である谷川の標高275mあたり、国道194号線の寒風山トンネル手前4kmの道路沿いの峡谷に作られ、国道194号線から川辺に下る道路が設けられた。加茂川上流の渓谷美と石鎚山系の景観を利用した施設で『石鎚芸術村チロルの森』とも呼ばれた。オーストリアチロル山岳地方の雰囲気を意識して設計された。入場は無料。園の収入は、バーベキューやソーセージ、ビール、パンの販売で賄われるモデルであった。冬季は積雪のため休園(12月-3月中旬)。園内にはレストランの他、地ビール工場、パン工房などが設けられた。年間予想入場者数は30万人。自然と芸術を取り入れた総合テーマパーク施設として、2001年までにホテル、美術館（記念館）、アトリエ、スポーツ施設などを順次開設する計画であった。散策路や釣堀やゴーカートなどの設備もあった。園内の歩道は欧州風の石畳で整備された。2009年12月1日をもって休園し、その後事業停止した。

## 清流ビールについて
園内で製造される地ビールは水源として加茂川の伏流水が使用され、「清流ビール」として園内で販売された。ドイツ・アルブレヒト社から直輸入したビール製造設備と製法を採用。ホップの豊潤な香りの「ピルスナー」と、まろやかなコクが特徴の「ミュンヘン」の2種類を年間60キロリットル製造する計画だったが、将来的には年間150キロリットルまで増やす予定であった。ビールの原料となる麦芽やホップは、アサヒビールからの供給を受けた。ファームが開設した最初の醸造所であり、このために同社は1996年6月25日にビール製造免許を取得している。「ピルスナー」と「ミュンヘン」は下面発酵ビールであるが、後ほど上面発酵ビール一種が加わり製造されるビールは3種類となった。

## 開設後
入場料を課金せず、園内の物品購入で収入を得るビジネスモデルであったが、何も購入せずに園内で過ごして帰宅してしまう顧客が多かったため、晩年には入場料を課金するシステムに変更された。入場料を徴収する代わりに、同額の施設利用券が交付され、それで園内の物品を購入してもらう形態を採用した。1996年8月には、水野晴郎を招き、敷地内に用意した屋外座席2000席を使って野外映画祭を開催する予定であった。1997年には、古賀正男音楽文化振興財団との共催で「いしづち映画祭」と銘打って、幅24メートル、高さ184メートル、奥行き12メートルの巨大な直方体のバルーンスクリーンを設置し、2日間にわたって入場無料で名作映画の上映を行った。1998年も同様に開催されている。2004年9月には台風21号で大きな被害を受けた。営業時間も短縮されるようになり、2009年12月1日に休園し、そのまま閉鎖となった。建設が計画されていたホテルや美術館、アトリエなどの追加設備は、建設されるに至らなかった。

## 閉鎖後
2016年、跡地を松山市のオオノ開発が取得した。オオノ開発は本業の汚染土壌・建物解体業者の傍ら、松山市内に「たかのこの湯/たかのこのホテル」「媛彦温泉」といった温泉施設を手掛けており、園内にボーリングを行い(1500mを予定）、跡地を温泉施設とすることを計画していた。2017年末まで多くの建物がそのまま残されていたが、2019年夏までに全ての建物が撤去された。その後は2025年現在も目立った動きはない。残っているのは園内に植栽された樹木と、国道沿いの看板のみとなっている。

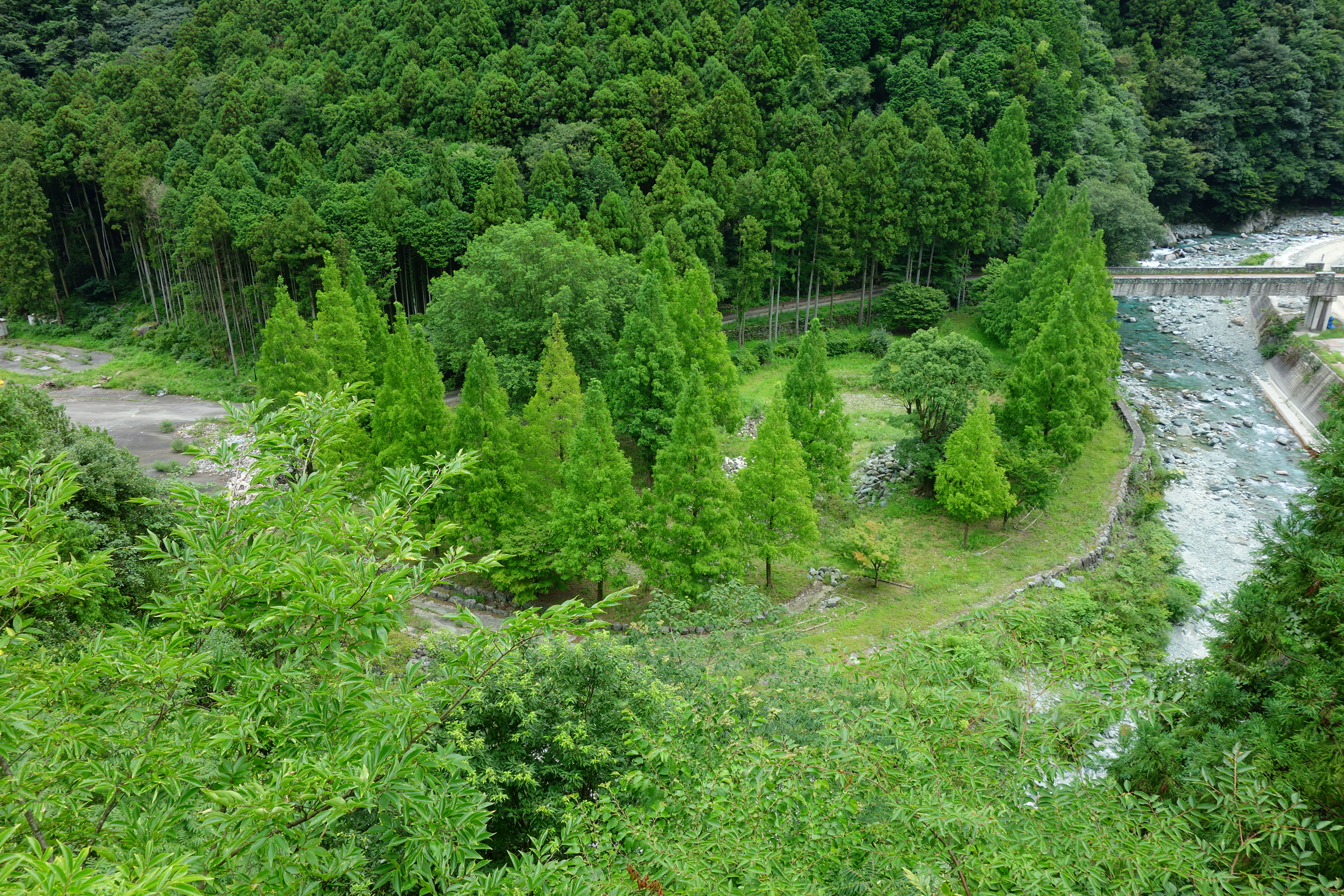
建物が全撤去され、温泉施設への転換工事が進む
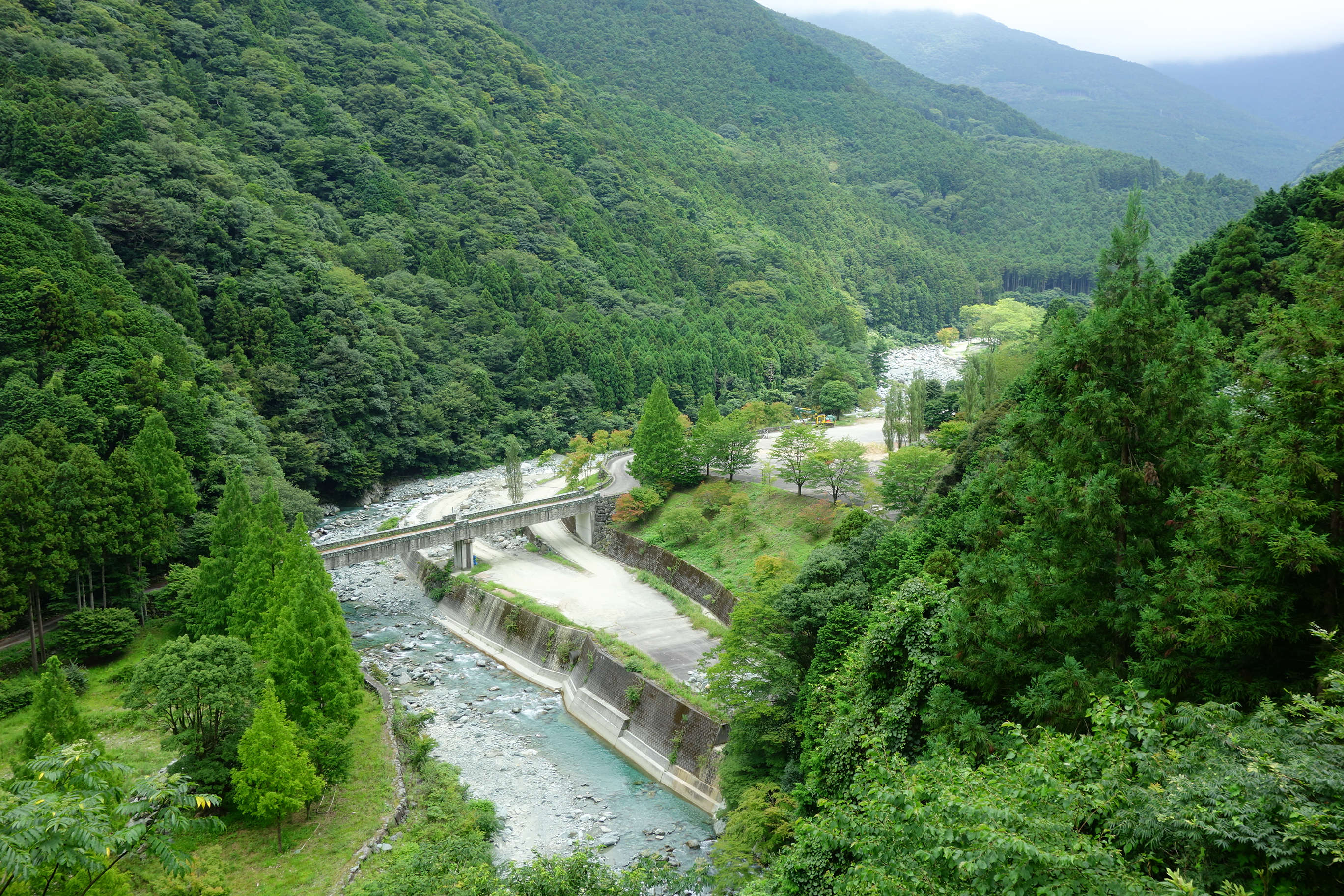
同左

## 要綱
- 所在地 〒793-0102 愛媛県西条市藤之石古宮庚55
- 敷地面積 40万平方メートル[4]
- 開発面積 3万平方メートル[4]
- 駐車場 乗用車2,000台/大型バス20台
- 営業時間 午前10時から午後9時（開設時）[4]

## 建築物
- ブルワリーパブ（ビール工房兼レストラン、約370席）[4]
- バーベキューハウス（約950席：オープンエア）[4]
- ソーセージ・パン工房「ミューレ」[4][6]
- 売店「チロル・ケラー」[4][6]

## 交通
- JR四国伊予西条駅より車で20分
- 松山自動車道いよ小松インターチェンジから30分

## 特記事項
1998年8月には、梅錦山川の呼びかけで、1998年7月から高松市で3回の四国各地の地ビール生産業者らによる懇話会が開催された。ファームからは「エルンテ大洲」の大洲水郷麦酒と「石鎚芸術村チロルの森」の清流ビールが参加した。同年9月9日には4県8社による「四国地ビール協議会」が発足し、共同での宣伝活動や、共同イベントを開催し販売促進活動を進めたり、技術研修会などを実施していくことになった。協議会事務局は梅錦山川の社内に置かれた。8社の内訳は香川県阿波うず潮ビール、愛媛県梅錦山川（梅錦ビール）、水口酒造（道後ビール）、ファーム（清流ビール、大洲水郷麦酒）、香川県は隆祥産業（讃州麦酒）、加ト吉観光（こんぴら麦酒）▽高知県は土佐黒潮ビール（土佐黒潮麦酒）、よさこいビール（よさこいビール）でのあり、1998年時点での四国の全地ビール製造業者が参加した。

## 近隣の名所
- 止呂橋
- 止呂峡
- 下津池のお堂
- 風透の風穴